# 3. zongoraverseny (Mozart)
Wolfgang Amadeus Mozart 3., D-dúr zongoraversenye a Köchel-jegyzékben a 40. számot viseli.  

A gyermek Mozart, Lorenzoni festménye 1763.

## Története
1767-ben keletkezett, amikor a 11 esztendős Mozart édesapjával Bécsbe készült, és ottani szereplése céljaira négy zongoraversenyt komponált. Ez a mű a négyes sorozat harmadik darabja. Az első négy zongoraversenyről Mozart két jeles életrajzírója, Wyzewa és St. Foix megállapította, hogy azok Raupach, Honauer, Schobert és Eckardt zongoraszonátáinak átiratai. A darabok a Köchel-jegyzékben 37., 39., 40. és 41. szám alatt szerepelnek.

## Szerkezete-jellemzői
A partitúra szerint a mű vonósokra, zongorára (vagy csembalóra), kürtökre, oboákra és trombitákra íródott.
Tételei:
1. Allegro maestoso
2. Andante
3. Presto

Az első tétel Leontzi Honauer műve alapján, a második Johann Gottfried Eckard (op. 1, no. 4 ) műve nyomán, a harmadik  Carl Philipp Emanuel Bach darabja, a  La Boehmer alapján készült.

## Ismertség, előadási gyakoriság
A darab alig ismert, hangversenyen, hanglemezen, vagy elektronikus médiákban nagyon ritkán hallgatható darab. 2006-ban, a Mozart-év kapcsán a Bartók Rádió Mozart összes művét bemutató sorozatában volt hallható.